# Поль Дюжарден (ватерполіст)
Поль Дюжарден (фр. Paul Dujardin, 10 травня 1894 — 17 квітня 1959) — французький плавець і ватерполіст.
Олімпійський чемпіон 1924 року, бронзовий призер 1928 року.